# 阿纳塞尼·塔基波
阿纳塞尼·塔基波（ʻAnaseini Takipō，1893年3月1日—1918年11月26日）是1909年至1918年期間的汤加王后。她是喬治·圖普二世的第二任妻子 。 她於1918年流感大流行期間去世。